# Photosharing
Il termine photosharing (condivisione foto) denomina i servizi Internet che consentono a un utente di caricare le immagini di propria produzione su un server per condividerle con gli altri utenti della Rete.
Tra i primi ad aver fornito questo servizio, e per questo motivo tra i più popolari, vi è Flickr, appartenente alla rete di servizi di Yahoo!, a cui si sono affiancati via via altri servizi come Picasa web album (collegato a Google) e Photobucket.